# 亞當·帕利
亞當·帕利（Adam Saul Pally，1982年3月18日—）是美國的一位演員和喜劇演員。他最著名的作品是在ABC電視劇幸福結局中飾演Max Blum角色，以及在明迪煩事多中飾演Dr. Peter Prentice角色。他在2008年結婚，有兩個孩子。

## 外部連結
- 亞當·帕利在互联网电影资料库（IMDb）上的資料（英文）
- 亞當·帕利的X（前Twitter）